# Euryptera latipennis
Euryptera latipennis là một loài bọ cánh cứng trong họ Cerambycidae.